# 1611 Байєр
1611 Байєр (1611 Beyer) — астероїд головного поясу, відкритий 17 лютого 1950 року.
Тіссеранів параметр щодо Юпітера — 3,177.